# Kastaniá (ort i Grekland, Mellersta Makedonien, Nomós Imathías)
Kastaniá är en ort i Grekland.   Den ligger i prefekturen Nomós Imathías och regionen Mellersta Makedonien, i den norra delen av landet, 300 km nordväst om huvudstaden Aten. Kastaniá ligger 1 066 meter över havet och antalet invånare är 237.
Terrängen runt Kastaniá är huvudsakligen kuperad, men norrut är den bergig. Runt Kastaniá är det ganska glesbefolkat, med 45 invånare per kvadratkilometer. Närmaste större samhälle är Véroia, 14,7 km nordost om Kastaniá. 